# خدمة العملاء
خدمة العملاء هي مجموعة من الممارسات التي تهدف إلى تعزيز مستوى رضا العملاء أي الإحساس بأن الخدمة أو المنتج المنتج قد نال رضا العميل
و بتعريف أدق: هي العملية التي يتم من خلالها تلبية احتياجات وتوقعات العملاء من خلال تقديمة خدمة ذات جودة عالية ينتج عنها رضا العملاء.
وتتفاوت أهمية خدمة العملاء حسب نوع المنتج ونوع العميل، فمثلا العميل الخبير يتطلب خدمة أقل من المبتدئ سواء كان سلعة أو خدمة، ويكون خدمة العملاء أكثر أهمية في شركات تقديم الخدمات مثل الاتصالات أو الإنترنت أكثر من الشركات التي تقدم السلع.

## أنواع العملاء
1. عملاء داخليين: وهم الأشخاص الذين يعملون داخل مؤسستك ويعتمدون عليك في أعمالهم.
2. عملاء خارجيين: وهم أناس لا يعملون داخل المؤسسة ولهم حاجة تستطيع هذه المؤسسة تلبيتها لهم.

## تقارير استبيانات رضا العملاء
تمكن المؤسسات من التعرف على مستوى معرفة العملاء بالخدمات التي تقدمها، ومن الممكن تنفيذ استبيانات رضا العملاء باستخدام إحدى ثلاث طرق، إما مقابلات مباشرة وجهاً لوجه أو مقابلات عبر الهاتف أو من خلال أداة الاستبيانات الإلكترونية.